# Carcinosoma
Carcinosoma (que significa "corpo de caranguejo") é um gênero de euriptérido, um grupo extinto de artrópodes aquáticos. Fósseis de Carcinosoma são restritos a depósitos da idade do Siluriano Superior (Llandoveriano Superior a Pridoliano Inferior). Classificado como parte da família  Carcinosomatidae, à qual o gênero empresta seu nome, Carcinosoma contém sete espécies da América do Norte e da Grã-Bretanha.
Euriptéridos carcinossomatídeos tinham proporções e características incomuns em comparação com outros euriptéridos, com um abdômen largo, cauda fina e longa e apêndices de locomoção espinhosos e voltados para a frente. Eles não eram tão aerodinâmicos quanto outros grupos, mas tinham apêndices de locomoção consideravelmente mais robustos e bem desenvolvidos. Em Carcinosoma, acredita-se que esses apêndices de locomoção espinhosos eram usados para criar uma armadilha para capturar presas. O telson (a divisão mais posterior do corpo) de Carcinosoma parece ter possuído uma segmentação distinta; Carcinosoma é o único euriptérido conhecido a possuir essa característica.
Com 2,2 metros de comprimento, a espécie Carcinosoma punctatum é de longe o maior euriptérido carcinossomatoide [en] e está entre os maiores euriptéridos em geral, rivalizando em tamanho com os grandes euriptéridos pterigotídeos (como Jaekelopterus). Outras espécies do gênero eram consideravelmente menores, com a maioria variando de 70 cm a 100 cm de comprimento.

## Descrição

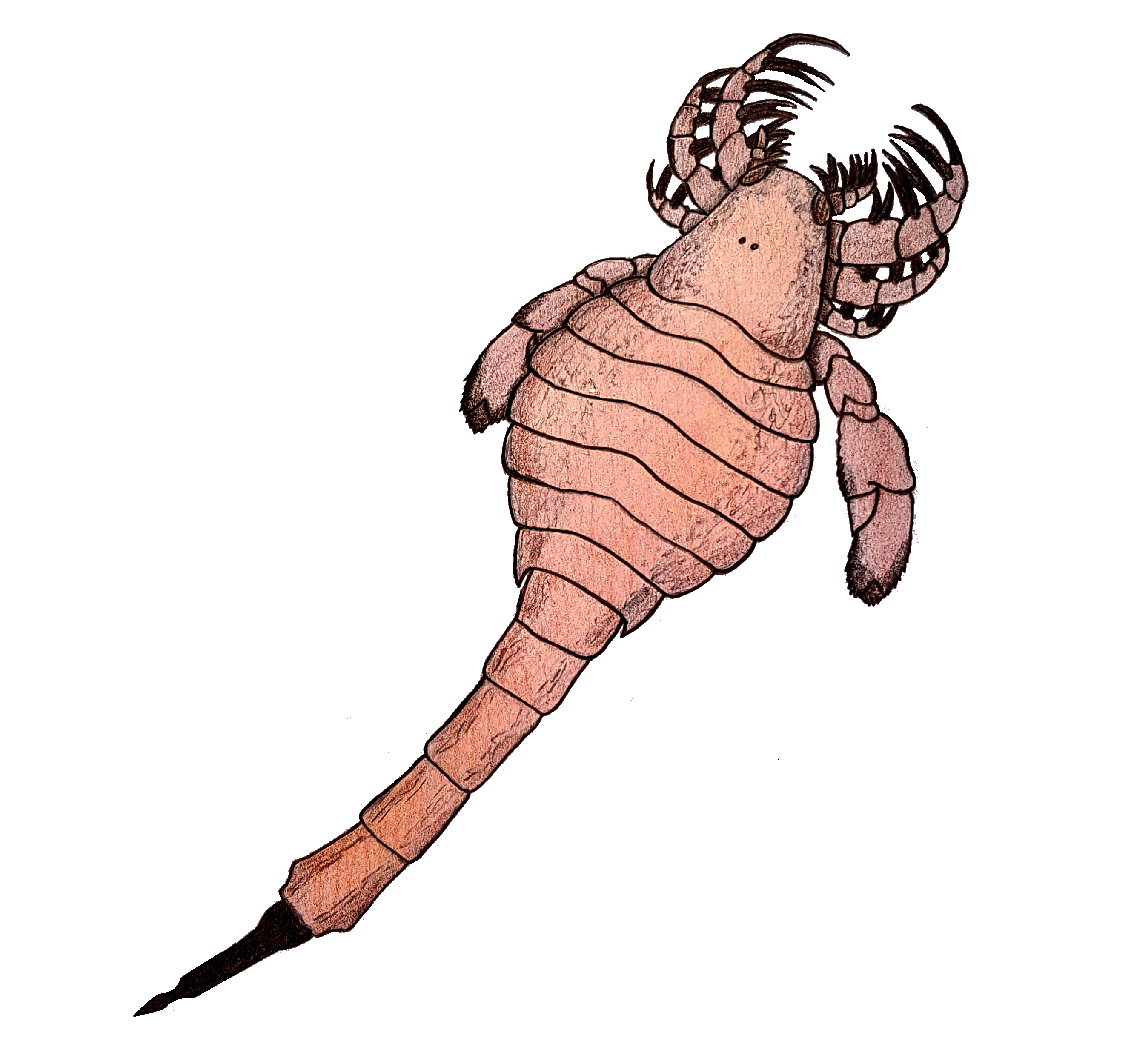
Reconstrução de Carcinosoma newlini com coloração inferida por Kjellesvig-Waering (1958)

Carcinosoma estava entre os maiores euriptéridos, com restos fósseis isolados consistindo de um metastoma [en] (uma placa sobre as coxas [en] dos primeiros seis apêndices) de 12,7 cm de comprimento da espécie C. punctatum, indicando um comprimento total de 2,2 m. Apêndices prossomais fósseis (apêndices ligados à cabeça) referidos à espécie poderiam possivelmente aumentar essa estimativa para um comprimento total de cerca de 2,5 m. Este tamanho maciço torna C. punctatum o maior de todos os euriptéridos carcinossomatoides [en] conhecidos e rivaliza com os maiores euriptéridos pterigotídeos, como o Jaekelopterus de 2,5 m de comprimento, em tamanho. Outras espécies de Carcinosoma eram menores, a maioria na faixa de 70 cm a 100 cm de comprimento.
Talvez as características mais reconhecíveis de Carcinosoma sejam seus apêndices espinhosos e seu mesossoma (os primeiros seis segmentos de seu abdômen) largo e achatado. Euriptéridos  carcinossomatídeos, como Carcinosoma, tinham corpos menos aerodinâmicos do que os de alguns outros grupos, notadamente euriptéridos pterigotídeos, que eram altamente aerodinâmicos. Em contraste, as pernas de locomoção de carcinossomatídeos eram em geral mais robustas e mais bem desenvolvidas. De fato, as pernas de locomoção (do segundo ao quinto par de apêndices) eram robustas e fortes e aumentavam de tamanho anteriormente, do quinto para o terceiro par de apêndices, embora o primeiro par de apêndices fosse muito mais curto que os pares seguintes. Assim, o segundo par de pernas de locomoção era o mais longo. Cada apêndice de locomoção possuía espinhos longos e curvos, ocorrendo frequentemente dois desses espinhos por articulação. Esses espinhos são uma das características definidoras da família Carcinosomatidae, juntamente com o fato de as pernas natatórias terem o sétimo e oitavo podômeros [en] (segmentos da perna) ligeiramente alongados e expandidos.
O corpo de Carcinosoma era de proporções um tanto estranhas em comparação com outros euriptéridos, embora semelhante ao de carcinossomatídeos aparentados (particularmente Eusarcana). O pré-abdômen (parte frontal do corpo) era largo e de formato oval, enquanto o pós-abdômen (a parte posterior do corpo) era estreito e cilíndrico. O prossoma (cabeça) tinha formato subtriangular, com os pequenos olhos compostos posicionados na frente. O metassoma de Carcinosoma era coberto por escamas finas e alongadas e era bastante plano, uma característica que separa o gênero de Eusarcana, onde o metassoma era quase cilíndrico.

### Cor
Um espécime bem preservado de Carcinosoma newlini, espécime número 502 nas coleções do Museu Americano de História Natural (coletado na formação Kokomo [en] de Indiana), preserva o tegumento em detalhes suficientes para determinar a coloração que C. newlini teria possuído em vida. Ao examinar a distribuição de células de pigmento fossilizadas e compará-las com as de escorpiões modernos, os cientistas puderam ver o padrão e as cores específicas que C. newlini teria possuído em vida.
No geral, a cor era semelhante à dos escorpiões modernos e à de outro euriptérido que havia sido estudado de forma semelhante, Megalograptus ohioensis. O lado dorsal do prossoma, mesossoma e os tergitos [en] (segmentos) do metassoma eram de cor marrom-claro, enquanto escamas alongadas ao longo do exoesqueleto eram de um marrom mais escuro, gradando para preto no ápice das escamas. Escamas menores ao longo das bordas dos tergitos do metassoma também eram marrons, mas contrastavam com o marrom mais claro do resto do tegumento. O opérculo (o primeiro e o segundo segmentos abdominais) e as placas do abdômen eram marrons, mas mais claros que os tergitos, e suas escamas eram, como as outras escamas, mais escuras que o tegumento circundante.
Escamas com pontas pretas também ocorriam nas pernas, onde o tegumento geral era marrom-escuro. Os espinhos das pernas de locomoção eram marrom-escuros, mas pretos em suas pontas. As escamas achatadas nas nadadeiras também gradavam para o preto, embora a nadadeira fosse, de resto, marrom. As coxas eram marrom-claras, com escamas mais escuras. As gnatobases ("placas dentárias" nas coxas usadas na alimentação) eram completamente pretas, assim como o telson (a divisão mais posterior do corpo), cuja cor contrastava com o segmento marrom precedente e adjacente.

### Tamanho

O tamanho de todas as espécies de Carcinosoma em comparação com um ser humano

Carcinosoma variava em tamanho de 20 cm a 2,2 m de comprimento, sendo a maior espécie de longe C. punctatum, conhecida da época Ludlow da Inglaterra, e a menor Carcinosoma libertyi, conhecida do Llandovery Superior do Canadá. Embora nenhuma outra espécie se aproximasse do tamanho de C. punctatum, muitas espécies eram moderadamente grandes, incluindo C. harleyi da época Ludlow Superior da Inglaterra com 100 cm, C. newlini do Pridoliano Inferior dos Estados Unidos com 90 cm, C. scoticus da época Llandovery da Escócia com 75 cm e C. spiniferum da época Ludlow Superior dos Estados Unidos com 70 cm. A segunda menor espécie conhecida era C. scorpioides da época Wenlock da Escócia, com 38 cm de comprimento.

## História da pesquisa

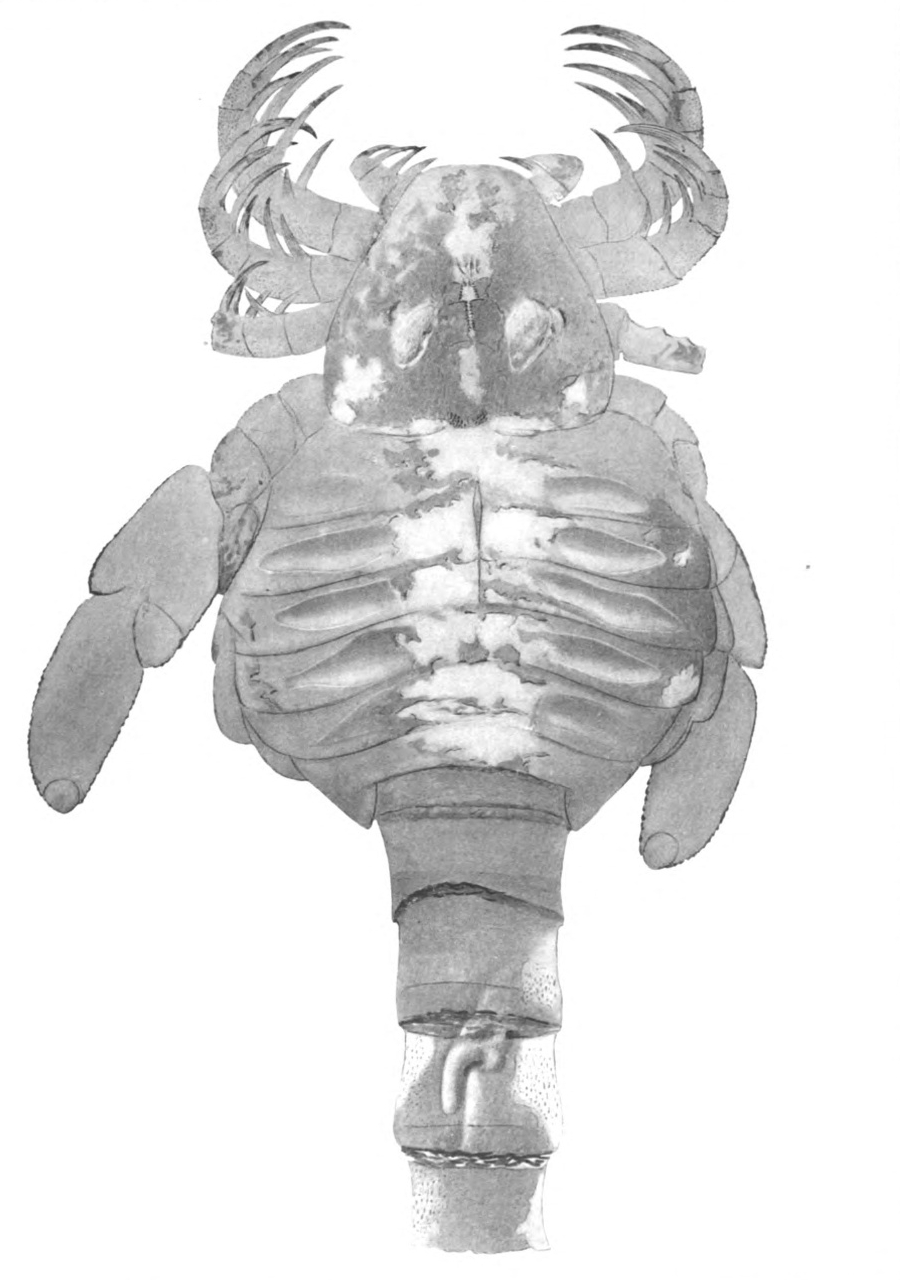
Fóssil de Carcinosoma newlini (sem as partes posteriores do telson)

Carcinosoma foi descrito pela primeira vez sob o nome Eurysoma (que significa "corpo largo", derivado do grego εὐρύς, "largo", e do latim soma, "corpo") pelo geólogo e paleobotânico britânico-americano Edward Waller Claypole [en] em 1890, que nomeou a espécie-tipo do novo gênero como Eurysoma newlini em homenagem a C. E. Newlin que havia coletado os fósseis. Os espécimes de Eurysoma foram descobertos em depósitos de idade Pridoliana Inferior na formação Kokomo [en] de Indiana, juntamente com vários outros espécimes de euriptéridos, todos os quaism na época, eram referidos a Eurypterus lacustris (embora Claypole tenha notado no mesmo artigo que isso pode ter sido feito apressadamente). Mais tarde, no mesmo ano, Claypole descobriu que o nome Eurysoma estava pré-ocupado e, portanto, não estava disponível para ser usado para seu gênero de euriptéridos. Eurysoma havia sido nomeado em 1831 para um gênero de besouros modernos e hoje é considerado sinônimo do gênero Brachygnathus [en]. Claypole substituiu o nome Eurysoma pelo novo nome Carcinosoma. Carcinosoma significa "corpo de caranguejo", derivando do latim cancer, "caranguejo", e soma, "corpo".
Em 1868, o geólogo e paleontólogo inglês Henry Woodward nomeou uma nova espécie de Eurypterus, Eurypterus scorpioides, com base em fósseis de Lanarkshire, Escócia. Woodward conseguiu distinguir facilmente a espécie de outros gêneros presentes na localidade, como Slimonia e Pterygotus. Outra espécie de Eurypterus, E. scoticus, foi nomeada em 1899 pelo zoólogo e paleontólogo escocês Malcolm Laurie [en] com base em restos fragmentários recuperados em depósitos de idade Llandoveriana na Escócia.
Em 1912, os paleontólogos americanos John Mason Clarke [en] e Rudolf Ruedemann [en] notaram que Carcinosoma era suficientemente semelhante ao euriptérido aparentado Eusarcus para ser designado como sinônimo dele. Como Eusarcus havia sido nomeado em 1875, quinze anos antes de Carcinosoma, seu nome tinha prioridade e substituiu Carcinosoma. Nesta época, o gênero combinado de Eusarcus continha várias espécies que hoje são vistas como Carcinosoma, incluindo C. newlini, C. scoticus e C. scorpioides, que Clarke e Ruedemann haviam referido ao gênero devido às suas semelhanças com C. newlini e espécies anteriormente referidas a Eusarcus. Em 1934, 59 anos após ter sido descrito, Eusarcus foi reconhecido como um nome pré-ocupado por um opilião. O geólogo norueguês Leif Størmer [en] propôs que o nome do táxon deveria ser o próximo nome válido e mais antigo disponível para o gênero, Carcinosoma. Durante a preparação de seu artigo sobre o assunto, Størmer também discutiu a situação com o colega pesquisador norueguês Embrik Strand, que ajudou a confirmar que Carcinosoma não estava pré-ocupado.
Strand subsequentemente proporia o nome de substituição Eusarcana em 1942, apesar de o problema ter sido tratado por Størmer, com quem ele estivera em contato oito anos antes. As razões para propor o nome durante as circunstâncias da época permanecem desconhecidas, mas críticas de pesquisadores contemporâneos a Strand por seus estudos em sistemática e um aparente desejo de nomear o maior número possível de táxons podem explicar a situação de alguma forma. Como foi visto como completamente desnecessário na época, o Eusarcana de Strand foi esquecido e nem mesmo mencionado em estudos subsequentes de euriptéridos.

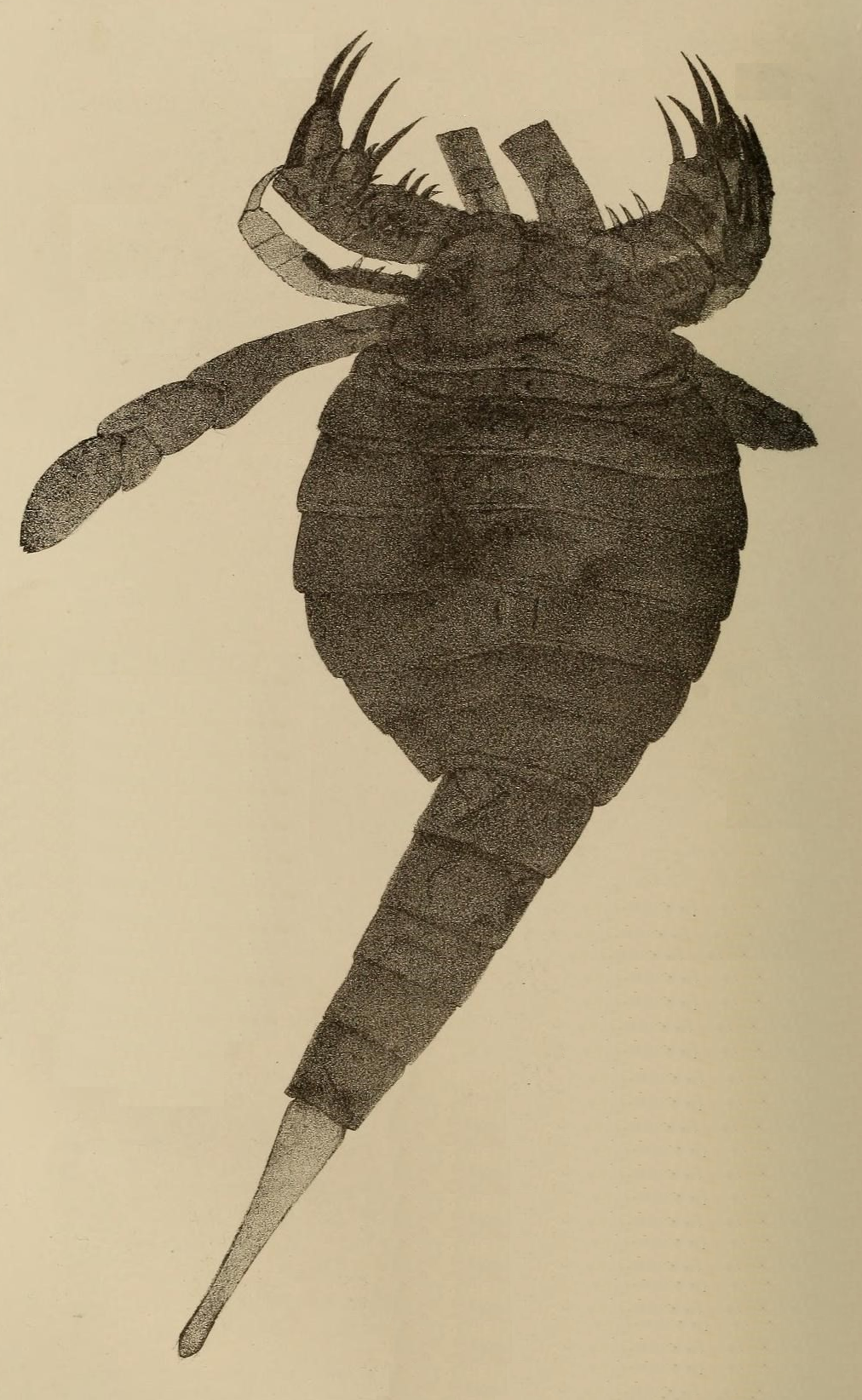
Fóssil de Carcinosoma scorpioides

Em 1961, o paleontólogo americano Erik N. Kjellesvig-Waering classificou Eurypterus punctatus (originalmente descrito como Pterygotus punctatus pelo paleontólogo inglês e proeminente pesquisador de euriptéridos John William Salter em 1859) como C. punctatum e nomeou uma nova espécie C. harleyi com base em fósseis da época Ludlow do Welsh Borderland. Kjellesvig-Waering conseguiu diferenciar C. harleyi de C. punctatum com base no fato de C. harleyi não possuir serrilhados no oitavo podômero da perna natatória e os serrilhados do nono podômero serem menos desenvolvidos.
Carcinosoma punctatum foi diagnosticado por Kjellesvig-Waering em 1961 com base nos serrilhados consideravelmente pronunciados das partes distais de sua perna natatória, mas a diagnose é válida apenas para o espécime lectótipo da espécie, BGS GSM89435 (compreendendo as partes distais de uma perna natatória descoberta em depósitos de idade Ludlow Média no Mocktree Shale de Leintwardine em Herefordshire, Inglaterra), e quatro outros espécimes da mesma localidade (BMNH 39389, BMNH In. 43804, BGS GSM89561 e GSM89568). Devido a uma grande semelhança das pernas natatórias, presume-se que C. punctatum tenha sido semelhante em aparência a C. newlini. C. punctatum pode ser distinguido de C. newlini pelo serrilhado ao longo da margem dos podômeros distais de C. punctatum ser mais pronunciado.
Carcinosoma harleyi, da época Ludlow Superior, foi descrito principalmente com base em espécimes previamente conhecidos (alguns tendo sido relatados por Salter já em 1859), mas anteriormente referidos a Eurypterus punctatus. Reconhecida por Kjellesvig-Waering como distinta, a espécie é nomeada em homenagem a John Harley, um dos primeiros coletores de fósseis de euriptéridos na região. Notada como de tamanho moderadamente grande por Kjellesvig-Waering, o espécime holótipo de C. harleyi (Nº 89434 na coleção do Museu e Pesquisa Geológica de Londres [en]) é um fragmento de uma perna natatória medindo 5 cm de comprimento. A quase completa ausência de serrilhados nas articulações de C. harleyi torna a espécie muito distinta de C. punctatum e outras espécies de Carcinosoma.
Em 1964, tanto Carcinosoma punctatum quanto C. harleyi ainda eram reconhecidos como parte de Carcinosoma após uma diagnose emendada do gênero por Kjellesvig-Waering e pelo paleontólogo americano Kenneth Edward Caster, embora C. harleyi fosse reconhecido apenas provisoriamente. Outras espécies reconhecidas na época foram C. libertyi e C. logani (ambas de Ontário, Canadá; C. logani foi posteriormente descoberto ser um crustáceo e não um euriptérido), C. spiniferum (de Nova Iorque, Estados Unidos), C. newlini (de Indiana, Estados Unidos), C. scorpioides e C. scoticus (ambas da Escócia). Destas espécies, apenas C. newlini e C. scorpioides preservam as pernas natatórias, onde estão os caracteres diagnósticos do gênero, o que torna a atribuição das outras espécies a Carcinosoma menos segura. Kjellesvig-Waering e Caster também reconheceram Eusarcus e Carcinosoma como gêneros distintos ao revisar a superfamília Carcinosomatoidea, e cunharam o nome de substituição Paracarcinosoma para designar as espécies anteriormente atribuídas a Eusarcus. Eusarcus scorpionis foi designada a espécie-tipo. Caster e Kjellesvig-Waering não fizeram menção a Embrik Strand ou Eusarcana, e provavelmente não estavam cientes da existência do nome anterior. Em 2012, os paleontólogos americanos Jason A. Dunlop e James Lamsdell designaram Paracarcinosoma como um sinônimo júnior de Eusarcana de acordo com as leis taxonômicas de prioridade.

## Classificação
Carcinosoma é classificado como parte da família Carcinosomatidae, uma família dentro da superfamília Carcinosomatoidea, ao lado dos gêneros Eusarcana, Eocarcinosoma, Rhinocarcinosoma e possivelmente Holmipterus. O cladograma abaixo é adaptado de um cladograma maior (simplificado para exibir apenas Carcinosomatoidea) em um estudo de 2007 pelo pesquisador de euriptéridos O. Erik Tetlie, por sua vez baseado em resultados de várias análises filogenéticas sobre euriptéridos conduzidas entre 2004 e 2007. O segundo cladograma abaixo é simplificado de um estudo de Lamsdell et al. (2015).
|  | Eusarcana scorpionis       |
|  |                            |
|  | Rhinocarcinosoma vaningeni |
|  |                            |

|  | Mixopterus multispinosus                                                   |
|  |                                                                            |
|  | \| \| Mixopterus simonsoni \| \| \| \| \| \| Mixopterus kiaeri \| \| \| \| |
|  |                                                                            |
|  | Mixopterus simonsoni                                                       |
|  |                                                                            |
|  | Mixopterus kiaeri                                                          |
|  |                                                                            |

|  | Mixopterus simonsoni |
|  |                      |
|  | Mixopterus kiaeri    |
|  |                      |

|  | Mixopterus multispinosus                                                   |
|  |                                                                            |
|  | \| \| Mixopterus simonsoni \| \| \| \| \| \| Mixopterus kiaeri \| \| \| \| |
|  |                                                                            |
|  | Mixopterus simonsoni                                                       |
|  |                                                                            |
|  | Mixopterus kiaeri                                                          |
|  |                                                                            |

|  | Mixopterus simonsoni |
|  |                      |
|  | Mixopterus kiaeri    |
|  |                      |

|  | Eusarcana scorpionis       |
|  |                            |
|  | Rhinocarcinosoma vaningeni |
|  |                            |

|  | Mixopterus multispinosus                                                   |
|  |                                                                            |
|  | \| \| Mixopterus simonsoni \| \| \| \| \| \| Mixopterus kiaeri \| \| \| \| |
|  |                                                                            |
|  | Mixopterus simonsoni                                                       |
|  |                                                                            |
|  | Mixopterus kiaeri                                                          |
|  |                                                                            |

|  | Mixopterus simonsoni |
|  |                      |
|  | Mixopterus kiaeri    |
|  |                      |

|  | Mixopterus multispinosus                                                   |
|  |                                                                            |
|  | \| \| Mixopterus simonsoni \| \| \| \| \| \| Mixopterus kiaeri \| \| \| \| |
|  |                                                                            |
|  | Mixopterus simonsoni                                                       |
|  |                                                                            |
|  | Mixopterus kiaeri                                                          |
|  |                                                                            |

|  | Mixopterus simonsoni |
|  |                      |
|  | Mixopterus kiaeri    |
|  |                      |

|  | Eusarcana scorpionis       |
|  |                            |
|  | Rhinocarcinosoma vaningeni |
|  |                            |

|  | Mixopterus multispinosus                                                   |
|  |                                                                            |
|  | \| \| Mixopterus simonsoni \| \| \| \| \| \| Mixopterus kiaeri \| \| \| \| |
|  |                                                                            |
|  | Mixopterus simonsoni                                                       |
|  |                                                                            |
|  | Mixopterus kiaeri                                                          |
|  |                                                                            |

|  | Mixopterus simonsoni |
|  |                      |
|  | Mixopterus kiaeri    |
|  |                      |

|  | Mixopterus multispinosus                                                   |
|  |                                                                            |
|  | \| \| Mixopterus simonsoni \| \| \| \| \| \| Mixopterus kiaeri \| \| \| \| |
|  |                                                                            |
|  | Mixopterus simonsoni                                                       |
|  |                                                                            |
|  | Mixopterus kiaeri                                                          |
|  |                                                                            |

|  | Mixopterus simonsoni |
|  |                      |
|  | Mixopterus kiaeri    |
|  |                      |

|  | Eusarcana scorpionis       |
|  |                            |
|  | Rhinocarcinosoma vaningeni |
|  |                            |

|  | Mixopterus multispinosus                                                   |
|  |                                                                            |
|  | \| \| Mixopterus simonsoni \| \| \| \| \| \| Mixopterus kiaeri \| \| \| \| |
|  |                                                                            |
|  | Mixopterus simonsoni                                                       |
|  |                                                                            |
|  | Mixopterus kiaeri                                                          |
|  |                                                                            |

|  | Mixopterus simonsoni |
|  |                      |
|  | Mixopterus kiaeri    |
|  |                      |

|  | Mixopterus multispinosus                                                   |
|  |                                                                            |
|  | \| \| Mixopterus simonsoni \| \| \| \| \| \| Mixopterus kiaeri \| \| \| \| |
|  |                                                                            |
|  | Mixopterus simonsoni                                                       |
|  |                                                                            |
|  | Mixopterus kiaeri                                                          |
|  |                                                                            |

|  | Mixopterus simonsoni |
|  |                      |
|  | Mixopterus kiaeri    |
|  |                      |

|  | Eusarcana scorpionis       |
|  |                            |
|  | Rhinocarcinosoma vaningeni |
|  |                            |

|  | Mixopterus multispinosus                                                   |
|  |                                                                            |
|  | \| \| Mixopterus simonsoni \| \| \| \| \| \| Mixopterus kiaeri \| \| \| \| |
|  |                                                                            |
|  | Mixopterus simonsoni                                                       |
|  |                                                                            |
|  | Mixopterus kiaeri                                                          |
|  |                                                                            |

|  | Mixopterus simonsoni |
|  |                      |
|  | Mixopterus kiaeri    |
|  |                      |

|  | Mixopterus multispinosus                                                   |
|  |                                                                            |
|  | \| \| Mixopterus simonsoni \| \| \| \| \| \| Mixopterus kiaeri \| \| \| \| |
|  |                                                                            |
|  | Mixopterus simonsoni                                                       |
|  |                                                                            |
|  | Mixopterus kiaeri                                                          |
|  |                                                                            |

|  | Mixopterus simonsoni |
|  |                      |
|  | Mixopterus kiaeri    |
|  |                      |

|  | Eusarcana scorpionis       |
|  |                            |
|  | Rhinocarcinosoma vaningeni |
|  |                            |

|  | Mixopterus multispinosus                                                   |
|  |                                                                            |
|  | \| \| Mixopterus simonsoni \| \| \| \| \| \| Mixopterus kiaeri \| \| \| \| |
|  |                                                                            |
|  | Mixopterus simonsoni                                                       |
|  |                                                                            |
|  | Mixopterus kiaeri                                                          |
|  |                                                                            |

|  | Mixopterus simonsoni |
|  |                      |
|  | Mixopterus kiaeri    |
|  |                      |

|  | Mixopterus multispinosus                                                   |
|  |                                                                            |
|  | \| \| Mixopterus simonsoni \| \| \| \| \| \| Mixopterus kiaeri \| \| \| \| |
|  |                                                                            |
|  | Mixopterus simonsoni                                                       |
|  |                                                                            |
|  | Mixopterus kiaeri                                                          |
|  |                                                                            |

|  | Mixopterus simonsoni |
|  |                      |
|  | Mixopterus kiaeri    |
|  |                      |

|  | Eusarcana scorpionis       |
|  |                            |
|  | Rhinocarcinosoma vaningeni |
|  |                            |

|  | Mixopterus multispinosus                                                   |
|  |                                                                            |
|  | \| \| Mixopterus simonsoni \| \| \| \| \| \| Mixopterus kiaeri \| \| \| \| |
|  |                                                                            |
|  | Mixopterus simonsoni                                                       |
|  |                                                                            |
|  | Mixopterus kiaeri                                                          |
|  |                                                                            |

|  | Mixopterus simonsoni |
|  |                      |
|  | Mixopterus kiaeri    |
|  |                      |

|  | Mixopterus multispinosus                                                   |
|  |                                                                            |
|  | \| \| Mixopterus simonsoni \| \| \| \| \| \| Mixopterus kiaeri \| \| \| \| |
|  |                                                                            |
|  | Mixopterus simonsoni                                                       |
|  |                                                                            |
|  | Mixopterus kiaeri                                                          |
|  |                                                                            |

|  | Mixopterus simonsoni |
|  |                      |
|  | Mixopterus kiaeri    |
|  |                      |

|  | Eusarcana scorpionis       |
|  |                            |
|  | Rhinocarcinosoma vaningeni |
|  |                            |

|  | Mixopterus multispinosus                                                   |
|  |                                                                            |
|  | \| \| Mixopterus simonsoni \| \| \| \| \| \| Mixopterus kiaeri \| \| \| \| |
|  |                                                                            |
|  | Mixopterus simonsoni                                                       |
|  |                                                                            |
|  | Mixopterus kiaeri                                                          |
|  |                                                                            |

|  | Mixopterus simonsoni |
|  |                      |
|  | Mixopterus kiaeri    |
|  |                      |

|  | Mixopterus multispinosus                                                   |
|  |                                                                            |
|  | \| \| Mixopterus simonsoni \| \| \| \| \| \| Mixopterus kiaeri \| \| \| \| |
|  |                                                                            |
|  | Mixopterus simonsoni                                                       |
|  |                                                                            |
|  | Mixopterus kiaeri                                                          |
|  |                                                                            |

|  | Mixopterus simonsoni |
|  |                      |
|  | Mixopterus kiaeri    |
|  |                      |

|  | Eusarcana scorpionis       |
|  |                            |
|  | Rhinocarcinosoma vaningeni |
|  |                            |

|  | Mixopterus multispinosus                                                   |
|  |                                                                            |
|  | \| \| Mixopterus simonsoni \| \| \| \| \| \| Mixopterus kiaeri \| \| \| \| |
|  |                                                                            |
|  | Mixopterus simonsoni                                                       |
|  |                                                                            |
|  | Mixopterus kiaeri                                                          |
|  |                                                                            |

|  | Mixopterus simonsoni |
|  |                      |
|  | Mixopterus kiaeri    |
|  |                      |

|  | Mixopterus multispinosus                                                   |
|  |                                                                            |
|  | \| \| Mixopterus simonsoni \| \| \| \| \| \| Mixopterus kiaeri \| \| \| \| |
|  |                                                                            |
|  | Mixopterus simonsoni                                                       |
|  |                                                                            |
|  | Mixopterus kiaeri                                                          |
|  |                                                                            |

|  | Mixopterus simonsoni |
|  |                      |
|  | Mixopterus kiaeri    |
|  |                      |

|  | Eusarcana scorpionis       |
|  |                            |
|  | Rhinocarcinosoma vaningeni |
|  |                            |

|  | Mixopterus multispinosus                                                   |
|  |                                                                            |
|  | \| \| Mixopterus simonsoni \| \| \| \| \| \| Mixopterus kiaeri \| \| \| \| |
|  |                                                                            |
|  | Mixopterus simonsoni                                                       |
|  |                                                                            |
|  | Mixopterus kiaeri                                                          |
|  |                                                                            |

|  | Mixopterus simonsoni |
|  |                      |
|  | Mixopterus kiaeri    |
|  |                      |

|  | Mixopterus multispinosus                                                   |
|  |                                                                            |
|  | \| \| Mixopterus simonsoni \| \| \| \| \| \| Mixopterus kiaeri \| \| \| \| |
|  |                                                                            |
|  | Mixopterus simonsoni                                                       |
|  |                                                                            |
|  | Mixopterus kiaeri                                                          |
|  |                                                                            |

|  | Mixopterus simonsoni |
|  |                      |
|  | Mixopterus kiaeri    |
|  |                      |

|  | Eusarcana scorpionis       |
|  |                            |
|  | Rhinocarcinosoma vaningeni |
|  |                            |

|  | Mixopterus multispinosus                                                   |
|  |                                                                            |
|  | \| \| Mixopterus simonsoni \| \| \| \| \| \| Mixopterus kiaeri \| \| \| \| |
|  |                                                                            |
|  | Mixopterus simonsoni                                                       |
|  |                                                                            |
|  | Mixopterus kiaeri                                                          |
|  |                                                                            |

|  | Mixopterus simonsoni |
|  |                      |
|  | Mixopterus kiaeri    |
|  |                      |

|  | Mixopterus multispinosus                                                   |
|  |                                                                            |
|  | \| \| Mixopterus simonsoni \| \| \| \| \| \| Mixopterus kiaeri \| \| \| \| |
|  |                                                                            |
|  | Mixopterus simonsoni                                                       |
|  |                                                                            |
|  | Mixopterus kiaeri                                                          |
|  |                                                                            |

|  | Mixopterus simonsoni |
|  |                      |
|  | Mixopterus kiaeri    |
|  |                      |

|  | Eusarcana scorpionis       |
|  |                            |
|  | Rhinocarcinosoma vaningeni |
|  |                            |

|  | Mixopterus multispinosus                                                   |
|  |                                                                            |
|  | \| \| Mixopterus simonsoni \| \| \| \| \| \| Mixopterus kiaeri \| \| \| \| |
|  |                                                                            |
|  | Mixopterus simonsoni                                                       |
|  |                                                                            |
|  | Mixopterus kiaeri                                                          |
|  |                                                                            |

|  | Mixopterus simonsoni |
|  |                      |
|  | Mixopterus kiaeri    |
|  |                      |

|  | Mixopterus multispinosus                                                   |
|  |                                                                            |
|  | \| \| Mixopterus simonsoni \| \| \| \| \| \| Mixopterus kiaeri \| \| \| \| |
|  |                                                                            |
|  | Mixopterus simonsoni                                                       |
|  |                                                                            |
|  | Mixopterus kiaeri                                                          |
|  |                                                                            |

|  | Mixopterus simonsoni |
|  |                      |
|  | Mixopterus kiaeri    |
|  |                      |

|  | Eusarcana scorpionis       |
|  |                            |
|  | Rhinocarcinosoma vaningeni |
|  |                            |

|  | Mixopterus multispinosus                                                   |
|  |                                                                            |
|  | \| \| Mixopterus simonsoni \| \| \| \| \| \| Mixopterus kiaeri \| \| \| \| |
|  |                                                                            |
|  | Mixopterus simonsoni                                                       |
|  |                                                                            |
|  | Mixopterus kiaeri                                                          |
|  |                                                                            |

|  | Mixopterus simonsoni |
|  |                      |
|  | Mixopterus kiaeri    |
|  |                      |

|  | Mixopterus multispinosus                                                   |
|  |                                                                            |
|  | \| \| Mixopterus simonsoni \| \| \| \| \| \| Mixopterus kiaeri \| \| \| \| |
|  |                                                                            |
|  | Mixopterus simonsoni                                                       |
|  |                                                                            |
|  | Mixopterus kiaeri                                                          |
|  |                                                                            |

|  | Mixopterus simonsoni |
|  |                      |
|  | Mixopterus kiaeri    |
|  |                      |

|  | Eusarcana scorpionis       |
|  |                            |
|  | Rhinocarcinosoma vaningeni |
|  |                            |

|  | Mixopterus multispinosus                                                   |
|  |                                                                            |
|  | \| \| Mixopterus simonsoni \| \| \| \| \| \| Mixopterus kiaeri \| \| \| \| |
|  |                                                                            |
|  | Mixopterus simonsoni                                                       |
|  |                                                                            |
|  | Mixopterus kiaeri                                                          |
|  |                                                                            |

|  | Mixopterus simonsoni |
|  |                      |
|  | Mixopterus kiaeri    |
|  |                      |

|  | Mixopterus multispinosus                                                   |
|  |                                                                            |
|  | \| \| Mixopterus simonsoni \| \| \| \| \| \| Mixopterus kiaeri \| \| \| \| |
|  |                                                                            |
|  | Mixopterus simonsoni                                                       |
|  |                                                                            |
|  | Mixopterus kiaeri                                                          |
|  |                                                                            |

|  | Mixopterus simonsoni |
|  |                      |
|  | Mixopterus kiaeri    |
|  |                      |

|  | Eusarcana scorpionis       |
|  |                            |
|  | Rhinocarcinosoma vaningeni |
|  |                            |

|  | Mixopterus multispinosus                                                   |
|  |                                                                            |
|  | \| \| Mixopterus simonsoni \| \| \| \| \| \| Mixopterus kiaeri \| \| \| \| |
|  |                                                                            |
|  | Mixopterus simonsoni                                                       |
|  |                                                                            |
|  | Mixopterus kiaeri                                                          |
|  |                                                                            |

|  | Mixopterus simonsoni |
|  |                      |
|  | Mixopterus kiaeri    |
|  |                      |

|  | Mixopterus multispinosus                                                   |
|  |                                                                            |
|  | \| \| Mixopterus simonsoni \| \| \| \| \| \| Mixopterus kiaeri \| \| \| \| |
|  |                                                                            |
|  | Mixopterus simonsoni                                                       |
|  |                                                                            |
|  | Mixopterus kiaeri                                                          |
|  |                                                                            |

|  | Mixopterus simonsoni |
|  |                      |
|  | Mixopterus kiaeri    |
|  |                      |

|  | Eusarcana scorpionis       |
|  |                            |
|  | Rhinocarcinosoma vaningeni |
|  |                            |

|  | Mixopterus multispinosus                                                   |
|  |                                                                            |
|  | \| \| Mixopterus simonsoni \| \| \| \| \| \| Mixopterus kiaeri \| \| \| \| |
|  |                                                                            |
|  | Mixopterus simonsoni                                                       |
|  |                                                                            |
|  | Mixopterus kiaeri                                                          |
|  |                                                                            |

|  | Mixopterus simonsoni |
|  |                      |
|  | Mixopterus kiaeri    |
|  |                      |

|  | Mixopterus multispinosus                                                   |
|  |                                                                            |
|  | \| \| Mixopterus simonsoni \| \| \| \| \| \| Mixopterus kiaeri \| \| \| \| |
|  |                                                                            |
|  | Mixopterus simonsoni                                                       |
|  |                                                                            |
|  | Mixopterus kiaeri                                                          |
|  |                                                                            |

|  | Mixopterus simonsoni |
|  |                      |
|  | Mixopterus kiaeri    |
|  |                      |

|  | Carcinosoma newlini  |
|  |                      |
|  | Carcinosoma libertyi |
|  |                      |

|  | Eusarcana acrocephalus |
|  |                        |
|  | Eusarcana scorpionis   |
|  |                        |

|  | Carcinosoma newlini  |
|  |                      |
|  | Carcinosoma libertyi |
|  |                      |

|  | Eusarcana acrocephalus |
|  |                        |
|  | Eusarcana scorpionis   |
|  |                        |

|  | Carcinosoma newlini  |
|  |                      |
|  | Carcinosoma libertyi |
|  |                      |

|  | Eusarcana acrocephalus |
|  |                        |
|  | Eusarcana scorpionis   |
|  |                        |

|  | Carcinosoma newlini  |
|  |                      |
|  | Carcinosoma libertyi |
|  |                      |

|  | Eusarcana acrocephalus |
|  |                        |
|  | Eusarcana scorpionis   |
|  |                        |

|  | Carcinosoma newlini  |
|  |                      |
|  | Carcinosoma libertyi |
|  |                      |

|  | Eusarcana acrocephalus |
|  |                        |
|  | Eusarcana scorpionis   |
|  |                        |

|  | Carcinosoma newlini  |
|  |                      |
|  | Carcinosoma libertyi |
|  |                      |

|  | Eusarcana acrocephalus |
|  |                        |
|  | Eusarcana scorpionis   |
|  |                        |

|  | Carcinosoma newlini  |
|  |                      |
|  | Carcinosoma libertyi |
|  |                      |

|  | Eusarcana acrocephalus |
|  |                        |
|  | Eusarcana scorpionis   |
|  |                        |

|  | Carcinosoma newlini  |
|  |                      |
|  | Carcinosoma libertyi |
|  |                      |

|  | Eusarcana acrocephalus |
|  |                        |
|  | Eusarcana scorpionis   |
|  |                        |

|  | Carcinosoma newlini  |
|  |                      |
|  | Carcinosoma libertyi |
|  |                      |

|  | Eusarcana acrocephalus |
|  |                        |
|  | Eusarcana scorpionis   |
|  |                        |

|  | Carcinosoma newlini  |
|  |                      |
|  | Carcinosoma libertyi |
|  |                      |

|  | Eusarcana acrocephalus |
|  |                        |
|  | Eusarcana scorpionis   |
|  |                        |

|  | Carcinosoma newlini  |
|  |                      |
|  | Carcinosoma libertyi |
|  |                      |

|  | Eusarcana acrocephalus |
|  |                        |
|  | Eusarcana scorpionis   |
|  |                        |

|  | Carcinosoma newlini  |
|  |                      |
|  | Carcinosoma libertyi |
|  |                      |

|  | Eusarcana acrocephalus |
|  |                        |
|  | Eusarcana scorpionis   |
|  |                        |

|  | Carcinosoma newlini  |
|  |                      |
|  | Carcinosoma libertyi |
|  |                      |

|  | Eusarcana acrocephalus |
|  |                        |
|  | Eusarcana scorpionis   |
|  |                        |

|  | Carcinosoma newlini  |
|  |                      |
|  | Carcinosoma libertyi |
|  |                      |

|  | Eusarcana acrocephalus |
|  |                        |
|  | Eusarcana scorpionis   |
|  |                        |

|  | Carcinosoma newlini  |
|  |                      |
|  | Carcinosoma libertyi |
|  |                      |

|  | Eusarcana acrocephalus |
|  |                        |
|  | Eusarcana scorpionis   |
|  |                        |

|  | Carcinosoma newlini  |
|  |                      |
|  | Carcinosoma libertyi |
|  |                      |

|  | Eusarcana acrocephalus |
|  |                        |
|  | Eusarcana scorpionis   |
|  |                        |

|  | Carcinosoma newlini  |
|  |                      |
|  | Carcinosoma libertyi |
|  |                      |

|  | Eusarcana acrocephalus |
|  |                        |
|  | Eusarcana scorpionis   |
|  |                        |

|  | Carcinosoma newlini  |
|  |                      |
|  | Carcinosoma libertyi |
|  |                      |

|  | Eusarcana acrocephalus |
|  |                        |
|  | Eusarcana scorpionis   |
|  |                        |

|  | Carcinosoma newlini  |
|  |                      |
|  | Carcinosoma libertyi |
|  |                      |

|  | Eusarcana acrocephalus |
|  |                        |
|  | Eusarcana scorpionis   |
|  |                        |

|  | Carcinosoma newlini  |
|  |                      |
|  | Carcinosoma libertyi |
|  |                      |

|  | Eusarcana acrocephalus |
|  |                        |
|  | Eusarcana scorpionis   |
|  |                        |

|  | Carcinosoma newlini  |
|  |                      |
|  | Carcinosoma libertyi |
|  |                      |

|  | Eusarcana acrocephalus |
|  |                        |
|  | Eusarcana scorpionis   |
|  |                        |

|  | Carcinosoma newlini  |
|  |                      |
|  | Carcinosoma libertyi |
|  |                      |

|  | Eusarcana acrocephalus |
|  |                        |
|  | Eusarcana scorpionis   |
|  |                        |

|  | Carcinosoma newlini  |
|  |                      |
|  | Carcinosoma libertyi |
|  |                      |

|  | Eusarcana acrocephalus |
|  |                        |
|  | Eusarcana scorpionis   |
|  |                        |

|  | Carcinosoma newlini  |
|  |                      |
|  | Carcinosoma libertyi |
|  |                      |

|  | Eusarcana acrocephalus |
|  |                        |
|  | Eusarcana scorpionis   |
|  |                        |

|  | Carcinosoma newlini  |
|  |                      |
|  | Carcinosoma libertyi |
|  |                      |

|  | Eusarcana acrocephalus |
|  |                        |
|  | Eusarcana scorpionis   |
|  |                        |

|  | Carcinosoma newlini  |
|  |                      |
|  | Carcinosoma libertyi |
|  |                      |

|  | Eusarcana acrocephalus |
|  |                        |
|  | Eusarcana scorpionis   |
|  |                        |

|  | Carcinosoma newlini  |
|  |                      |
|  | Carcinosoma libertyi |
|  |                      |

|  | Eusarcana acrocephalus |
|  |                        |
|  | Eusarcana scorpionis   |
|  |                        |

|  | Carcinosoma newlini  |
|  |                      |
|  | Carcinosoma libertyi |
|  |                      |

|  | Eusarcana acrocephalus |
|  |                        |
|  | Eusarcana scorpionis   |
|  |                        |

|  | Carcinosoma newlini  |
|  |                      |
|  | Carcinosoma libertyi |
|  |                      |

|  | Eusarcana acrocephalus |
|  |                        |
|  | Eusarcana scorpionis   |
|  |                        |

|  | Carcinosoma newlini  |
|  |                      |
|  | Carcinosoma libertyi |
|  |                      |

|  | Eusarcana acrocephalus |
|  |                        |
|  | Eusarcana scorpionis   |
|  |                        |

|  | Carcinosoma newlini  |
|  |                      |
|  | Carcinosoma libertyi |
|  |                      |

|  | Eusarcana acrocephalus |
|  |                        |
|  | Eusarcana scorpionis   |
|  |                        |

|  | Carcinosoma newlini  |
|  |                      |
|  | Carcinosoma libertyi |
|  |                      |

|  | Eusarcana acrocephalus |
|  |                        |
|  | Eusarcana scorpionis   |
|  |                        |

|  | Carcinosoma newlini  |
|  |                      |
|  | Carcinosoma libertyi |
|  |                      |

|  | Eusarcana acrocephalus |
|  |                        |
|  | Eusarcana scorpionis   |
|  |                        |

|  | Carcinosoma newlini  |
|  |                      |
|  | Carcinosoma libertyi |
|  |                      |

|  | Eusarcana acrocephalus |
|  |                        |
|  | Eusarcana scorpionis   |
|  |                        |

|  | Carcinosoma newlini  |
|  |                      |
|  | Carcinosoma libertyi |
|  |                      |

|  | Eusarcana acrocephalus |
|  |                        |
|  | Eusarcana scorpionis   |
|  |                        |

|  | Carcinosoma newlini  |
|  |                      |
|  | Carcinosoma libertyi |
|  |                      |

|  | Eusarcana acrocephalus |
|  |                        |
|  | Eusarcana scorpionis   |
|  |                        |

|  | Carcinosoma newlini  |
|  |                      |
|  | Carcinosoma libertyi |
|  |                      |

|  | Eusarcana acrocephalus |
|  |                        |
|  | Eusarcana scorpionis   |
|  |                        |

|  | Carcinosoma newlini  |
|  |                      |
|  | Carcinosoma libertyi |
|  |                      |

|  | Eusarcana acrocephalus |
|  |                        |
|  | Eusarcana scorpionis   |
|  |                        |

|  | Carcinosoma newlini  |
|  |                      |
|  | Carcinosoma libertyi |
|  |                      |

|  | Eusarcana acrocephalus |
|  |                        |
|  | Eusarcana scorpionis   |
|  |                        |

|  | Carcinosoma newlini  |
|  |                      |
|  | Carcinosoma libertyi |
|  |                      |

|  | Eusarcana acrocephalus |
|  |                        |
|  | Eusarcana scorpionis   |
|  |                        |

|  | Carcinosoma newlini  |
|  |                      |
|  | Carcinosoma libertyi |
|  |                      |

|  | Eusarcana acrocephalus |
|  |                        |
|  | Eusarcana scorpionis   |
|  |                        |

|  | Carcinosoma newlini  |
|  |                      |
|  | Carcinosoma libertyi |
|  |                      |

|  | Eusarcana acrocephalus |
|  |                        |
|  | Eusarcana scorpionis   |
|  |                        |

|  | Carcinosoma newlini  |
|  |                      |
|  | Carcinosoma libertyi |
|  |                      |

|  | Eusarcana acrocephalus |
|  |                        |
|  | Eusarcana scorpionis   |
|  |                        |

|  | Carcinosoma newlini  |
|  |                      |
|  | Carcinosoma libertyi |
|  |                      |

|  | Eusarcana acrocephalus |
|  |                        |
|  | Eusarcana scorpionis   |
|  |                        |

|  | Carcinosoma newlini  |
|  |                      |
|  | Carcinosoma libertyi |
|  |                      |

|  | Eusarcana acrocephalus |
|  |                        |
|  | Eusarcana scorpionis   |
|  |                        |

|  | Carcinosoma newlini  |
|  |                      |
|  | Carcinosoma libertyi |
|  |                      |

|  | Eusarcana acrocephalus |
|  |                        |
|  | Eusarcana scorpionis   |
|  |                        |

|  | Carcinosoma newlini  |
|  |                      |
|  | Carcinosoma libertyi |
|  |                      |

|  | Eusarcana acrocephalus |
|  |                        |
|  | Eusarcana scorpionis   |
|  |                        |

|  | Carcinosoma newlini  |
|  |                      |
|  | Carcinosoma libertyi |
|  |                      |

|  | Eusarcana acrocephalus |
|  |                        |
|  | Eusarcana scorpionis   |
|  |                        |

|  | Carcinosoma newlini  |
|  |                      |
|  | Carcinosoma libertyi |
|  |                      |

|  | Eusarcana acrocephalus |
|  |                        |
|  | Eusarcana scorpionis   |
|  |                        |

|  | Carcinosoma newlini  |
|  |                      |
|  | Carcinosoma libertyi |
|  |                      |

|  | Eusarcana acrocephalus |
|  |                        |
|  | Eusarcana scorpionis   |
|  |                        |

|  | Carcinosoma newlini  |
|  |                      |
|  | Carcinosoma libertyi |
|  |                      |

|  | Eusarcana acrocephalus |
|  |                        |
|  | Eusarcana scorpionis   |
|  |                        |

|  | Carcinosoma newlini  |
|  |                      |
|  | Carcinosoma libertyi |
|  |                      |

|  | Eusarcana acrocephalus |
|  |                        |
|  | Eusarcana scorpionis   |
|  |                        |

|  | Carcinosoma newlini  |
|  |                      |
|  | Carcinosoma libertyi |
|  |                      |

|  | Eusarcana acrocephalus |
|  |                        |
|  | Eusarcana scorpionis   |
|  |                        |

|  | Carcinosoma newlini  |
|  |                      |
|  | Carcinosoma libertyi |
|  |                      |

|  | Eusarcana acrocephalus |
|  |                        |
|  | Eusarcana scorpionis   |
|  |                        |

|  | Carcinosoma newlini  |
|  |                      |
|  | Carcinosoma libertyi |
|  |                      |

|  | Eusarcana acrocephalus |
|  |                        |
|  | Eusarcana scorpionis   |
|  |                        |

|  | Carcinosoma newlini  |
|  |                      |
|  | Carcinosoma libertyi |
|  |                      |

|  | Eusarcana acrocephalus |
|  |                        |
|  | Eusarcana scorpionis   |
|  |                        |

|  | Carcinosoma newlini  |
|  |                      |
|  | Carcinosoma libertyi |
|  |                      |

|  | Eusarcana acrocephalus |
|  |                        |
|  | Eusarcana scorpionis   |
|  |                        |

|  | Carcinosoma newlini  |
|  |                      |
|  | Carcinosoma libertyi |
|  |                      |

|  | Eusarcana acrocephalus |
|  |                        |
|  | Eusarcana scorpionis   |
|  |                        |

|  | Carcinosoma newlini  |
|  |                      |
|  | Carcinosoma libertyi |
|  |                      |

|  | Eusarcana acrocephalus |
|  |                        |
|  | Eusarcana scorpionis   |
|  |                        |

|  | Carcinosoma newlini  |
|  |                      |
|  | Carcinosoma libertyi |
|  |                      |

|  | Eusarcana acrocephalus |
|  |                        |
|  | Eusarcana scorpionis   |
|  |                        |

|  | Carcinosoma newlini  |
|  |                      |
|  | Carcinosoma libertyi |
|  |                      |

|  | Eusarcana acrocephalus |
|  |                        |
|  | Eusarcana scorpionis   |
|  |                        |

|  | Carcinosoma newlini  |
|  |                      |
|  | Carcinosoma libertyi |
|  |                      |

|  | Eusarcana acrocephalus |
|  |                        |
|  | Eusarcana scorpionis   |
|  |                        |

|  | Carcinosoma newlini  |
|  |                      |
|  | Carcinosoma libertyi |
|  |                      |

|  | Eusarcana acrocephalus |
|  |                        |
|  | Eusarcana scorpionis   |
|  |                        |

|  | Carcinosoma newlini  |
|  |                      |
|  | Carcinosoma libertyi |
|  |                      |

|  | Eusarcana acrocephalus |
|  |                        |
|  | Eusarcana scorpionis   |
|  |                        |

## Paleobiologia

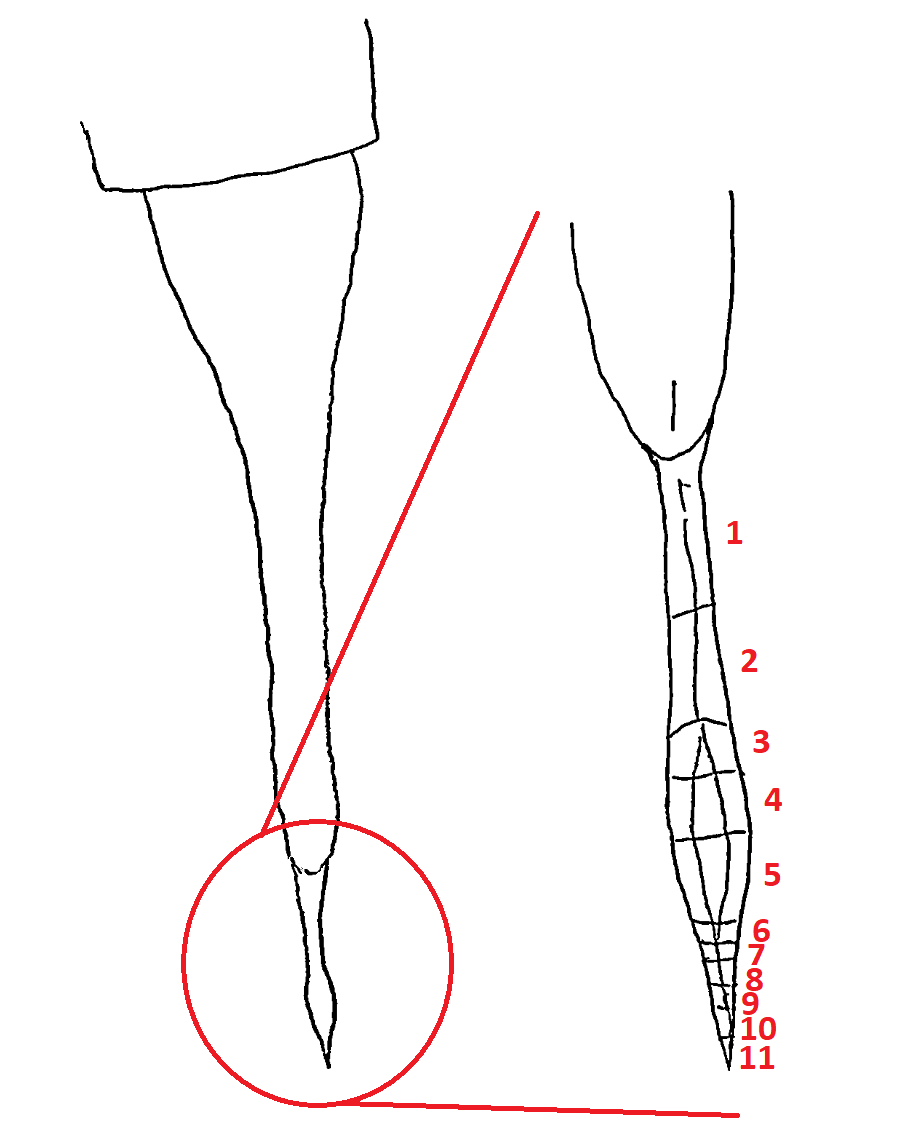
Esboço do telson fóssil de Carcinosoma newlini e uma imagem ampliada do “pós-telson” com seus segmentos identificados de 1 a 11.

As pernas de locomoção de Carcinosoma eram voltadas para a frente, o que também direcionava os grandes espinhos nos apêndices para a frente. Em C. newlini, acredita-se que essas pernas planas e voltadas para a frente fossem usadas para criar uma armadilha para capturar presas. As estruturas fortes vistas em C. newlini não são refletidas em outros carcinossomatídeos. Por exemplo, os apêndices de Eusarcana eram muito mais fracamente desenvolvidos e não teriam servido como uma arma eficaz. É mais provável que Eusarcana dependesse de seu telson, que tinha a forma de um aguilhão afiado e curvo, semelhante ao de escorpiões, e potencialmente capaz de injetar veneno.
Em vez de ter a forma de um aguilhão de escorpião, o telson de Carcinosoma era ligeiramente achatado e expandido anteriormente. Os telsons da maioria dos euriptéridos terminam em um espigão, mas o telson de Carcinosoma terminava em uma pequena estrutura expandida com segmentação distinta, com fósseis preservando dez segmentos (embora uma pequena porção da estrutura não esteja preservada, tornando possíveis mais segmentos), o que, de outra forma, não é relatado definitivamente em um euriptérido. O único outro euriptérido do qual uma estrutura segmentada ocorrendo como parte do telson foi relatada é o slimonídeo Salteropterus abbreviatus. Com tal segmentação relatada em dois gêneros de euriptéridos separados, é possível que o telson de euriptérido seja, na verdade, desenvolvido a partir de um segmento abdominal anteriormente normal e, portanto, não seja homólogo ao telson de outros grupos de artrópodes. Estudos posteriores de Salteropterus revelaram que a "segmentação" percebida de seu "pós-telson" foi uma ornamentação mal interpretada de um telson alongado e de formato incomum, e não uma segmentação real, tornando a segmentação de Carcinosoma única.

## Paleoecologia

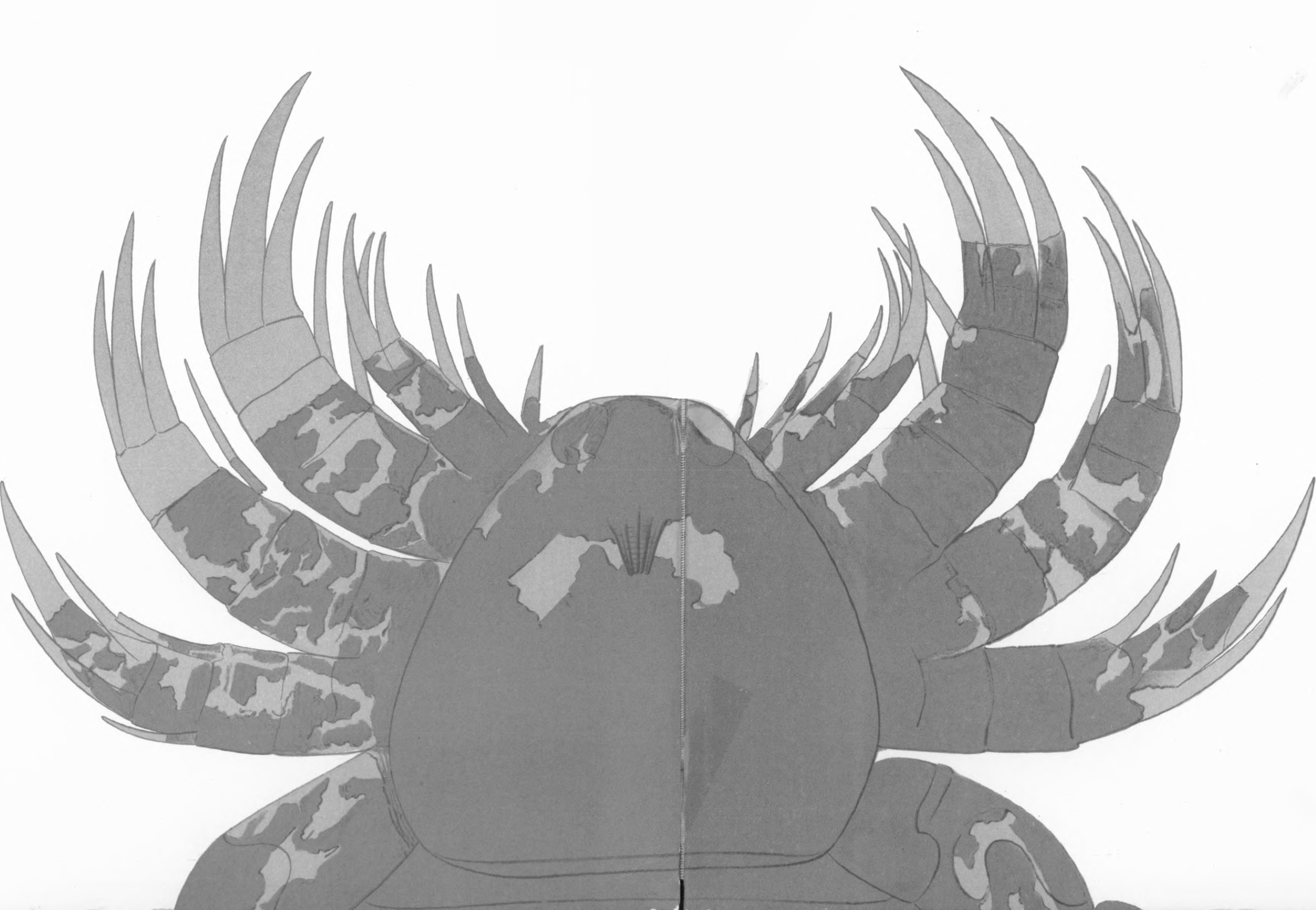
Close-up do prosoma (cabeça) e apêndices locomotores de um espécime fóssil de Carcinosoma newlini

Como o opistossoma de Carcinosoma não era tão aerodinâmico quanto o de euriptéridos mais ativos e devido à sua morfologia única do telson, acredita-se que Carcinosoma não era um nadador muito ativo. É improvável que estivesse bem adaptado a um estilo de vida completamente nectônico (nadador ativo) e é mais provável que fosse nectobentônico (nadando perto do fundo). O metassoma plano de Carcinosoma provavelmente era usado, pelo menos parcialmente, como auxílio ao nadar, sugerido pelo prételson ser ligeiramente expandido em comparação com outros euriptéridos.
Como uma considerável maioria das espécies de euriptéridos descritas são conhecidas do Siluriano, particularmente do Siluriano tardio, os pesquisadores concluíram que o grupo atingiu o pico de diversidade e número durante este período. Faunas complexas de euriptéridos, compreendendo várias espécies diferentes em diferentes papéis ecológicos, são típicas do período. Essas faunas eram tipicamente dominadas por uma ou mais famílias particulares de euriptéridos, sendo os grupos dominantes dependentes do ambiente e da localização. Três desses tipos de faunas de euriptéridos foram documentados do Siluriano tardio, dos quais uma fauna de Carcinosomatidae-Pterygotidae é o tipo mais marinho.
Todos os exemplos conhecidos de Carcinosoma são conhecidos de leitos marinhos, ocorrendo tipicamente com trilobitas, estrelas-do-mar, briozoários, braquiópodes, linguloides [en] e outros animais marinhos. Carcinosoma também ocorre proeminentemente junto com euriptéridos pterigotídeos. Nos depósitos fósseis do Welsh Borderland, exemplos de Carcinosoma ocorrem juntamente com representantes dos gêneros de pterigotídeos Erettopterus e Pterygotus ao longo de um período de milhões de anos (embora outros euriptéridos, como Salteropterus, Dolichopterus [en], Hughmilleria, Eurypterus, Marsupipterus [en], Mixopterus, Parahughmilleria, Slimonia, Tarsopterella [en] e Stylonurus também estejam presentes em menor número).
Outros tipos de faunas de euriptéridos do Siluriano tardio incluem uma dominada pelos Eurypteridae. Quando gêneros como Erieopterus [en] ou Eurypterus ocorrem em grande número, outros gêneros e famílias são mais raros, embora grupos como dolichopterídeos [en], carcinossomatídeos e pterigotídeos tendam a ocorrer em pequeno número. Os ambientes com tais faunas parecem ser águas mais calmas, como lagoas, estuários e baías. O terceiro e último tipo de fauna reconhecido é um dominado por hughmilleriídeos e stylonurídeos [en], geralmente ao longo de fundos arenosos e com poucos outros fósseis associados. Os ambientes habitados por esta terceira fauna eram provavelmente menos marinhos do que os outros, possivelmente representando as partes mais salobras de baías e estuários.